# Brachythecium venustum
Brachythecium venustum är en bladmossart som beskrevs av De Notaris 1867. Brachythecium venustum ingår i släktet gräsmossor, och familjen Brachytheciaceae. Inga underarter finns listade i Catalogue of Life.